# Steven Galloway
Steven Galloway est un écrivain canadien né à Vancouver le 13 juillet 1975. Il est bien connu pour son succès international The Cellist of Sarajevo ainsi que pour la controverse qui a suivi son congédiement alors qu'il était directeur du programme d'écriture créative à l'Université de Colombie-Britannique.

## Biographie
Steven Galloway a grandi à Kamloops, en Colombie-Britannique, et a étudié l'écriture créative à l'Université de la Colombie-Britannique où il a ensuite enseigné cette discipline pendant plusieurs années. Il a également enseigné à l'Université Simon Fraser.
Il a publié quatre livres dont Finnie Walsh (2000), Ascension (2003), The Cellist of Sarajevo (2008), et The Confabulist (2014). Tous ont reçu un bon accueil. The Cellist of Sarajevo a été salué par la critique mondiale et a été traduit dans vingt langues.
Il habite à New Westminster avec sa femme et ses deux enfants.

## Congédiement de l'Université de Colombie-Britannique et poursuite pour diffamation
Durant l'automne 2015, le corps administratif de l'Université de Colombie-Britannique l'informe qu'il est relevé de ses fonctions et placé en congé payé durant l'enquête le concernant, qui porte sur des accusations d'agressions sexuelles et d'intimidation. L'ancienne juge de la Cour suprême de Colombie-Britannique, Mary Ellen Boyd, est chargée de l'enquête.
Le 22 juin 2016, l'annonce est faite que Steven Galloway est licencié de l'Université de Colombie-Britannique. Le rapport officiel n'a pas été rendu public et les principales personnes concernées sont liées par des accords de confidentialité, mais la seule accusation qui aurait été étayée serait celle selon laquelle il aurait eu une aventure extraconjugale avec une étudiante.
Plusieurs amis de Galloway appartenant au milieu des écrivains, dont Madeleine Thien, ont fait part de leur désapprobation concernant la manière que l'Université de Colombie-Britannique a géré cette affaire et a permis que la réputation de Steven Galloway soit salie à partir d'aucune preuve.
En 2018, Galloway poursuit 20 personnes pour diffamation, dont la femme qui l'avait d'abord accusé d'inconduite sexuelle trois ans avant. « Dans sa poursuite, [il] soutient avoir eu une relation eu une relation amoureuse consensuelle durant deux ans avec Caralea Cole et que tous deux étaient mariés quand ils ont commencé cette relation. Il ajoute que Mme Cole a ensuite fait de fausses allégations dans le but de rejeter le blâme sur lui et de construire une histoire fausse, la dépeignant comme innocente dans leur relation. » Le plaignant (Steven Galloway) avance également que les autres défendeurs ont propagé les diffamations sans savoir si elles étaient vraies ou fausses.
En juin 2018, il reçoit 167000 $ en indemnisation à la suite d'un processus d'arbitrage lors duquel il a été conclu que certaines communications de l'Université de Colombie-Britannique ont violé le droit à la vie privée et nui à la réputation de Steven Galloway.

### Traductions françaises
- Le violoncelliste de Sarajevo, Paris, JC Lattès, 2009, 298 p.  (ISBN 9782709629997)
- Le soldat de verre, Québec, Éditions Alto, 2010, 413 p.  (ISBN 9782923550329)

## Prix et honneurs
- 2000 : Nommé pour le Prix du premier roman au Canada d'Amazon.ca (pour Finnie Walsh)[1]
- 2003 : Nommé pour l'Ethel Wilson Fiction Prize (pour Ascension)[1]
- 2006 : Writers' Trust McClelland & Stewart Journey Prize[5]
- 2008 : Nommé pour l'International IMPAC Dublin Literary Award (pour The Cellist of Sarajevo)[1]
- 2008 : En lice pour le Prix Scotiabank Giller (pour The Cellist of Sarajevo)[5]
- 2008 : Toronto Public Library's One Book community read (pour The Cellist of Sarajevo)[5]
- 2009 : Prix Evergreen (pour The Cellist of Sarajevo)[1]
- 2014 : Finaliste du Atwood Gibson Writers Trust Fiction Prize (pour The Confabulist)[5]
- 2014 : Finaliste du Rogers Writers' Trust Fiction Prize (pour The Confabulist)[1]